# Promozione Calabria 1979-1980
Nella stagione 1979-1980 la Promozione era sesto livello del calcio italiano (il massimo livello regionale). Qui vi sono le statistiche relative al campionato in Calabria.
Il campionato è strutturato in vari gironi all'italiana su base regionale, gestiti dai Comitati Regionali di competenza. Promozioni alla categoria superiore e retrocessioni in quella inferiore non erano sempre omogenee; erano quantificate all'inizio del campionato dal Comitato Regionale secondo le direttive stabilite dalla Lega Nazionale Dilettanti, ma flessibili, in relazione al numero delle società retrocesse dal Campionato Interregionale e perciò, a seconda delle varie situazioni regionali, la fine del campionato poteva avere degli spareggi sia di promozione che di retrocessione.

## Squadre partecipanti
- F.C. Calcio Acri, Acri (CS)
- A.C. Bagnarese, Bagnara Calabra (RC)
- A.S. Bovalinese, Bovalino (RC)
- Pol. Cassano, Cassano all'Ionio (CS)
- Associazione Sportiva Dilettantistica Corigliano, Corigliano Calabro (CS)
- Gioiese, Gioia Tauro (RC)
- La Sportiva Cariatese, Cariati (CS)
- A.C. Locri 1909, Locri (RC)
- A.S. Marina di Gioiosa, Marina di Gioiosa Ionica (RC)

- S.S. Melitese, Melito di Porto Salvo (RC)
- A.C. Nuova Rosarnese, Rosarno (RC)
- U.S. Palmese 1912, Palmi (RC)
- S.S. Polistena, Polistena (RC)
- S.S. Roccella, Roccella Ionica (RC)
- U.S. Soverato Frama, Chiaravalle Centrale (CZ)
- Nuova Vibonese, Vibo Valentia

## Classifica finale
|  | Pos. | Squadra               | Pt | G  | V  | N  | P  | GF | GS | DR  |
|  | ---- | --------------------- | -- | -- | -- | -- | -- | -- | -- | --- |
|  | 1.   | Gioiese               | 43 | 30 | 15 | 13 | 2  | 41 | 20 | +21 |
|  | 2.   | Nuova Rosarnese       | 37 | 30 | 13 | 11 | 6  | 46 | 23 | +23 |
|  | 3.   | Cassano               | 34 | 30 | 12 | 10 | 8  | 36 | 27 | +9  |
|  | 4.   | La Sportiva Cariatese | 32 | 30 | 11 | 10 | 9  | 36 | 35 | +1  |
|  | 5.   | Marina di Gioiosa     | 31 | 30 | 11 | 9  | 10 | 32 | 29 | +3  |
|  | 5.   | Melitese              | 31 | 30 | 10 | 11 | 9  | 31 | 29 | +2  |
|  | 7.   | Corigliano (-5)       | 30 | 30 | 12 | 11 | 7  | 39 | 24 | +15 |
|  | 8.   | Roccella              | 30 | 30 | 9  | 12 | 9  | 26 | 19 | +7  |
|  | 9.   | Nuova Vibonese        | 30 | 30 | 8  | 14 | 8  | 30 | 30 | 0   |
|  | 10.  | Acri                  | 30 | 30 | 8  | 14 | 8  | 24 | 25 | -1  |
|  | 11.  | Bovalinese            | 29 | 30 | 7  | 15 | 8  | 37 | 34 | +3  |
|  | 12.  | Polistena             | 29 | 30 | 9  | 11 | 10 | 37 | 37 | 0   |
|  | 13.  | Locri                 | 29 | 30 | 8  | 13 | 9  | 27 | 33 | -6  |
|  | 14.  | Soverato Frama        | 27 | 30 | 8  | 11 | 11 | 25 | 33 | -8  |
|  | 15.  | Palmese               | 26 | 30 | 6  | 14 | 10 | 20 | 25 | -5  |
|  | 16.  | Bagnarese             | 7  | 30 | 1  | 5  | 24 | 19 | 83 | -64 |